# Kjoul jonga
A Kjoul jonga (hangul:  겨울연가, RR: Gyeoul yeonga), angol címén Winter Sonata, az Endless Love című, négy doramából álló sorozat második darabja, melyet eredetileg 2002-ben vetített a dél-koreai KBS2 csatorna. A sorozat a koreai hullám második hullámának elindítója.

## Történet
|  | Alább a cselekmény részletei következnek! |

Judzsin középiskolájába új fiú kerül, a hallgatag és néha durva viselkedésű Dzsunszang, aki házasságon kívül született és a vér szerinti édesapját próbálja megtalálni. A két fiatal egymásba szeret, ám bimbódzó kapcsolatuknak egy váratlan baleset vet véget, ami után az osztállyal közlik, hogy a fiú meghalt.
Tíz évvel később Judzsin belsőépítészként dolgozik és középiskolai legjobb barátjával Szanghjokkal épp az eljegyzésükre készülnek, amikor felbukkan egy korábbi osztálytársuk, Cserin, és bemutatja nekik újdonsült barátját, Minhjongot, aki szakasztott úgy néz ki, mint Dzsunszang. Judzsint megrázza a dolog, különösen amikor kiderül, hogy Minhjong a főnöke annak a cégnek, amelyikkel szerződést kötött egy síparadicsom renoválására.
Később kiderül, hogy Minhjong valójában Dzsunszang, akinek az emlékeit édesanyja töröltette ki egy pszichológussal a balesete után, hogy ne emlékezzen fájdalmas gyerekkorára és ne próbálja többé megkeresni az apját. Mikor Dzsunszang elkezd emlékezni, azt hiszi, hogy Judzsinnal közös az édesapjuk, ezért nem lehet együtt a nővel. A féltékeny Szanghjok meghagyja a férfit ebbéli hitében, holott tudja, hogy Dzsunszang valójában az ő féltestvére.
Végül a gyötrődő Szanghjok bevallja Dzsunszangnak és Judzsinnak is az igazat, Dzsunszang mégis úgy dönt, elhagyja Judzsint – a baleset következtében megsérült látóidegei állapota ugyanis rosszabbodik és orvosai szerint el fogja veszíteni látását. Nem akarván terhelni a nőt, úgy dönt, visszautazik Amerikába. Három évvel később tér vissza Koreába, ahol felépítteti a korábban Judzsin által tervezett álomházat. A nő egy újságban látja meg az épületet és azonnal a helyszínre utazik, ahol találkozik a látását elvesztett Dzsunszanggal és egymás nyakába borulnak.

## Hatása és népszerűsége
A Winter Sonata az egyik legnagyobb befolyással bíró koreai sorozat, melynek sikerült a koreai hullámot kiterjesztenie a koreai kultúrával szemben sokáig ellenálló Japánra, jelentősen javította a japánokban Dél-Koreáról kialakult képet és hatással volt a turizmusra, valamint Ázsia-szerte divattrendet teremtett. Mintegy 330 ezer DVD-t adtak el belőle, az alapján íródott regényből pedig 1 200 000 darab fogyott el. A sorozat összesen 27 milliárd dollárt jövedelmezett a hatására kialakult koreai-japán turizmus bevételeit is beszámítva. A sorozat bemutatása után a forgatási helyszínül szolgáló Namiszom-sziget látogatóinak száma 250 ezerről 650 ezerre emelkedett. A szigeten a főszereplő pár szobra is megtalálható, azon a helyen, ahol a történet szerint először csókot váltottak.
A sorozat Ázsia-szerte népszerűvé tette a férfi főszereplő Pe Jongdzsunt, aki a középkorú japán nők kedvencévé vált. Amikor a sorozat bemutatását követően először látogatott a szigetországba, hisztériát okozott a repülőtéren összegyűlt mintegy 3000 nő körében. Annak ellenére, hogy 350 rendőr felügyelte a színész érkezését, tíz nőt szállítottak kórházba, mert megsérültek a lökdösődésben. Koizumi Dzsunicsirónak, Japán akkori miniszterelnökének híressé vált a mondása, miszerint Pe Jongdzsun népszerűbb a japánok körében, mint ő maga.
A sorozatot sikerrel vetítették számos más ázsiai országban is. Musicalváltozata is készült.